# Miguel Ángel Suárez
Miguel Ángel Suárez (San Juan, 5 de julio de 1939-Guaynabo, 1 de abril de 2009) fue un actor puertorriqueño que ha filmado diversas películas y telenovelas tanto en su país natal como en Argentina.

## Biografía
Creció en la populosa Calle Loíza, de su natal Santurce, en el seno del humilde hogar que formaron Miguel Ángel Suárez y Gladys Alonzo y que completaban cuatro hermanos menores. Su padre trabajaba como dependiente de un quiosco de vegetales y legumbres en la Plaza Provision Company, localizada justo al lado de la sede original de WKAQ Radio El Mundo en el Viejo San Juan. Posteriormente, en diversas etapas, fue vendedor en las tiendas de ropa Martínez, Carbonell, Cabrer y Franks.
Sus dos primeros nombres se escriben juntos fundiéndose en uno solo en el caso de este hombre que ha sido, intérprete de uno de los mejores "malvados" que han pasado por la pantalla argentina. Además de brillar en más de 30 películas, entre ellas  norteamericanas, fue un excelente actor protagonista y antagónico de un sinfín de novelas.

## Cine
Actuó en una película sobre la vida del revolucionario Ernesto "Che" Guevara, protagonizada por Omar Sharif en 1969.
Participó en 1971, en una producción estadounidense, Bananas dirigida por el cineasta Woody Allen, encarnando el personaje de Luis.
En 1974 filmó con la coproducción México-Puerto Rico  el melodrama El hijo de Angela María.
En 1979 hace el drama norteamericano Isabel, la negra junto al gran actor Raúl Juliá como Mario. Paralelamente, en ese año, filma en Puerto Rico Dios los cría en el rol del Hermano Arnaldo.
En 1980 filma Escapar, un film yanqui en la que encarnaba a Fernando Gardner-Pasquel junto a Timothy Bottoms.Y como Jesus Ramirez en la comedia Locos de remate junto a los legendarios Gene Wilder y Richard Pryor.
En 1981 viaja a la Argentina para actuar en la comedia Las mujeres son cosa de guapos, al lado de Alberto Olmedo y Jorge Porcel.
En 1984 protagoniza Prohibido amar en Nueva York con Julio Alemán. 
Al año siguiente regresa a su país natal para grabar el film La gran fiesta con Daniel Lugo.
En 1990 vino la comedia Ni se te ocurra... filmada en España. En ese mismo año participó en la película norteamericana Havana interpretada por Robert Redford y Lena Olin.
En 1998 volvió con la ciencia ficción The Survivor, filmada en Puerto Rico.
En 1999 interpreta a Domingo Cabrera en Paradise Lost. Y al Teniente González en Punto final: De como Tito Mangual aprendió a bregar.
En el año 2000 participa en 3 films: Jara como un Vicario en España, Cundeamor  como Luis Adolfo Mercado en Puerto Rico y Bajo sospecha con Morgan Freeman y Gene Hackman como un superintendente de la policía en los EE. UU.
En el 2001 hizo Padre Astro en el papel de Juan Antonio Correa , una vez más en Puerto Rico.
Durante el 2002 participa en 3 películas más como:El cuento inolvidable de la abuela como Adalberto , Más allá del límite como walter y en Tosca, la verdadera historia como Scarpia .
En el 2004 actúa en la secuela de Dios los cría 2 y en el drama Revolución en el infierno, encarnando el Padre Ulpiano.En el 2005 le siguió con El cuerpo del delito.
En el 2007, fiel a su Puerto Rico, filma Angel en el personaje de Juan Miranda.Y en Estados Unidos, trabaja en Illegal Tender.
Sus últimas apariciones en la pantalla grande fueron en el 2008 con  los cortometrajes: El abuelo(Don Calixto) y Tributo a nadie (Gilbert); y en el film norteamericano Che, el argentino con Julia Ormondy Benicio Del Toro como un médico del ejército.

## Televisión
Debuta en 1982 en la comedia dramática Vivir para ti en el papel de Mariano rivera junto a Pablo Alarcón y su pareja en la vida real Amneris Morales.En ese mismo año también trabajó en el drama en Yo sé que mentía en su país.
En 1983 se haría recordado en Argentina por interpretar a un personaje oscuro en la telenovela Amor gitano (Argentina) llamado Rodolfo Farnesio, un tirano déspota que, acostumbrado a hacer lo que quiere, logra que Dolores (Luisa Kuliok), una muchacha de la cual estaba enamorado el gitano Renzo(Arnaldo André) tenga que casarse con él para evitar una dolorosa situación familiar. Farnesio se hace odiar cuando atrapa a Renzo en una actitud galante hacia Dolores y delante de ella y de varias personas lo curte a lonjazos en la espalda. Esa actitud humillante hará que Renzo elabore una lenta y sutil venganza.
Tras el enorme éxito de Amor Gitano, Suárez es convocado para hacer en 1984 la telenovela  llamada Entre el amor y el poder, como Pichón y donde debutaría en un rol protagónico Orlando Carrió, haciendo pareja con Silvia Montanari.Su personaje tenía la característica de sobrevivir a cuanto accidente ocurriera.
En 1985 y 1986 le siguieron dos telenovelas argentinas que lo hicieron aún más reconocido internacionalmente: Cuando es culpable el amor y La cruz de papel y Claudia Morán, respectivamente.
En 1988 volvió a su país para actuar en La otra (telenovela puertorriqueña) en el papel de Juan Vázquez y en 1989 con Miguel Servet, la sangre y la ceniza.
Entre 1990 y 1995 vinieron una seguidillas de telenovelas puertorriqueñas como Misión cumplida, El rescate del talismán, Lleno, por favor, Los ladrones van a la oficina, Señora tentación  y Al son del amor.

## Teatro
- El apartamento, de Ángel F. Rivera (1964).
- ¿Cómo se llama esa flor?, de Luis Rechani Agrait (1965).
- Mariana o el alba, de René Marqués (1965).
- Un tranvía llamado deseo, de Tennessee Williams (1967 y 1977).
- La noche que volvimos a ser gente (1972).
- León arriba, León abajo, como director, para el Grupo Moriviví (1973).
- La descomposición de César Sánchez (1973).
- Aquella temporada de campeonato, de Jason Miller (1976).
- Un enemigo del pueblo, de Henrik Ibsen (1978).
- Encambronado, de Premier Maldonado – le mereció el Premio de los Críticos correspondiente a Mejor Actor del Año – (1982).
- La historia del zoológico, de Edward Albee (1992).
- La barca de la esperanza, de Ana Diosdado, producida por Círculo Mágico (1999).
- Mack The Knife, de Bertolt Brecht & Kurt Weill (1968)
- La fortuna y los ojos del hombre, de John Herbert (1971).
- Las hermanas Ortiz de Mott Haven, de Carlos Serrano, dirigida por él (2006).

## Fallecimiento
El miércoles 1 de abril de 2009, fallece en el Hospital Metropolitano de Río Piedras de San Juan, Puerto Rico, a causa de las complicaciones de un cáncer de esófago a los 69 años de edad.